# Prnjavor Lepavinski
Prnjavor Lepavinski – wieś w Chorwacji, w żupanii kopriwnicko-kriżewczyńskiej, w gminie Sokolovac. W 2011 roku liczyła 58 mieszkańców.